# Nemertes obscura
Nemertes obscura är en djurart som tillhör fylumet slemmaskar, och som beskrevs av sensu Desor 1848. Nemertes obscura ingår i släktet Nemertes, fylumet slemmaskar och riket djur. Inga underarter finns listade i Catalogue of Life.